# Anna Eshoo
Anna A. Georges Eshoo (ur. 13 grudnia 1942 w New Britain) – amerykańska polityczka, członkini Partii Demokratycznej.

## Działalność polityczna
W okresie od 3 stycznia 1993 do 3 stycznia 2013 przez dziesięć kadencji była przedstawicielką 14. okręgu, a od 3 stycznia 2013 jest przedstawicielką 18. okręgu wyborczego w stanie Kalifornia w Izbie Reprezentantów Stanów Zjednoczonych.